# Нова година у Петловцу
„Нова година у Петловцу” је српски хумористички телевизијски филм из 2011. године. Режирао га је Петар Станојловић а сценарио је написао Радош Бајић.

## Улоге
| Глумац               | Улога          |
| -------------------- | -------------- |
| Марија Петронијевић  | Докторка Ивана |
| Радош Бајић          | Радашин        |
| Нада Блам            | Смиљана        |
| Никола Џамић         | Јакоје         |
| Нада Јуришић         | Изолда         |
| Оља Левић            | Зорица         |
| Тијана Мацура        | Петројка       |
| Сузана Манчић        | Светлана       |
| Милорад Мандић Манда | Милашин        |
| Олга Одановић        | Златана        |
| Ненад Окановић       | Драган         |
| Сузана Петрићевић    | Цветанка       |

Остале улоге ▼
| Глумац              | Улога    |
| ------------------- | -------- |
| Апостол Апостоловић | Аца      |
| Мирко Бабић         | Драгојло |
| Недељко Бајић       | Радослав |
| Ана Сакић           | Ингрид   |
| Љиљана Стјепановић  | Радојка  |
| Даница Тодоровић    | Јелена   |
| Мирољуб Трошић      | Ђода     |
| Милија Вуковић      | Митар    |